# Perelli
Perelli ist eine französische Gemeinde auf der Insel Korsika. Sie gehört zur gleichnamigen Region, zum Département Haute-Corse, zum Arrondissement Corte und zum Kanton Castagniccia. Nachbargemeinden sind Pietricaggio im Nordwesten, Piazzali im Nordosten, Novale im Südosten, Matra im Süden und Pianello im Südwesten. Die Gemeindegemarkung ist Teil des Regionalen Naturparks Korsika. Der Dorfkern liegt auf 700 Metern über dem Meeresspiegel.

## Bevölkerungsentwicklung
| Jahr      | 1962 | 1968 | 1975 | 1982 | 1990 | 1999 | 2008 | 2012 |
| --------- | ---- | ---- | ---- | ---- | ---- | ---- | ---- | ---- |
| Einwohner | 187  | 158  | 114  | 100  | 102  | 110  | 108  | 112  |

## Sehenswürdigkeiten
- Kirche Saint-Sylvestre
- Kapelle Saint-Pierre-et-Saint-Paul im Ortsteil Casella